# Museo della Città del Messico

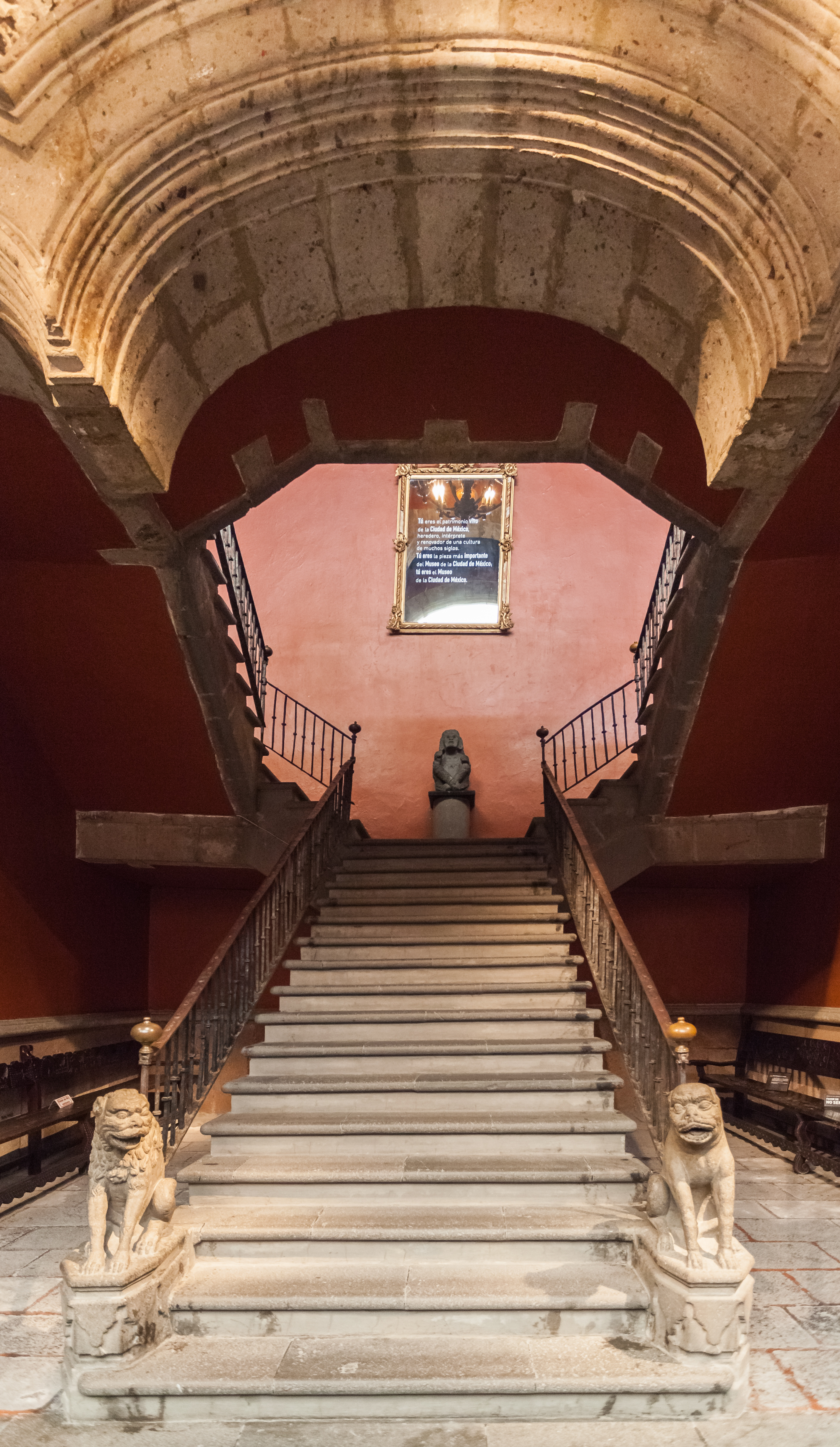
Scale.

Il Museo della Città del Messico inaugurato nel 1964 per volere dell'allora Presidente del Messico Adolfo López Mateos si trova nel centro storico di Città del Messico.
Il museo inizia a prendere forma quando nel 1961 viene affidato all'architetto Pedro Ramírez Vázquez il compito di restaurare l'antica Casa del Marchese di Santiago di Calimaya. Il palazzo, un gioiello dell'architettura barocca della Nuova Spagna venne costruito nel 1536 per il cugino di Hernán Cortés, Juan Gutiérrez Altamirano.
Nel 1781 il palazzo venne fortemente rimaneggiato per opera dell'architetto Francisco Antonio Guerrero y Torres.
L'esposizione permanente attraverso quattro sale, narra l'evoluzione della città sin dall'inizio del mondo preispanico fino al XX secolo grazie al supporto di dipinti, mappe e plastici della città.
Durante l'anno il museo organizza un gran numero di esposizioni temporanee e di convegni riguardanti la città.
Organizza anche laboratori per i bambini e visite guidate al centro storico della città.